# Набережная Виктории

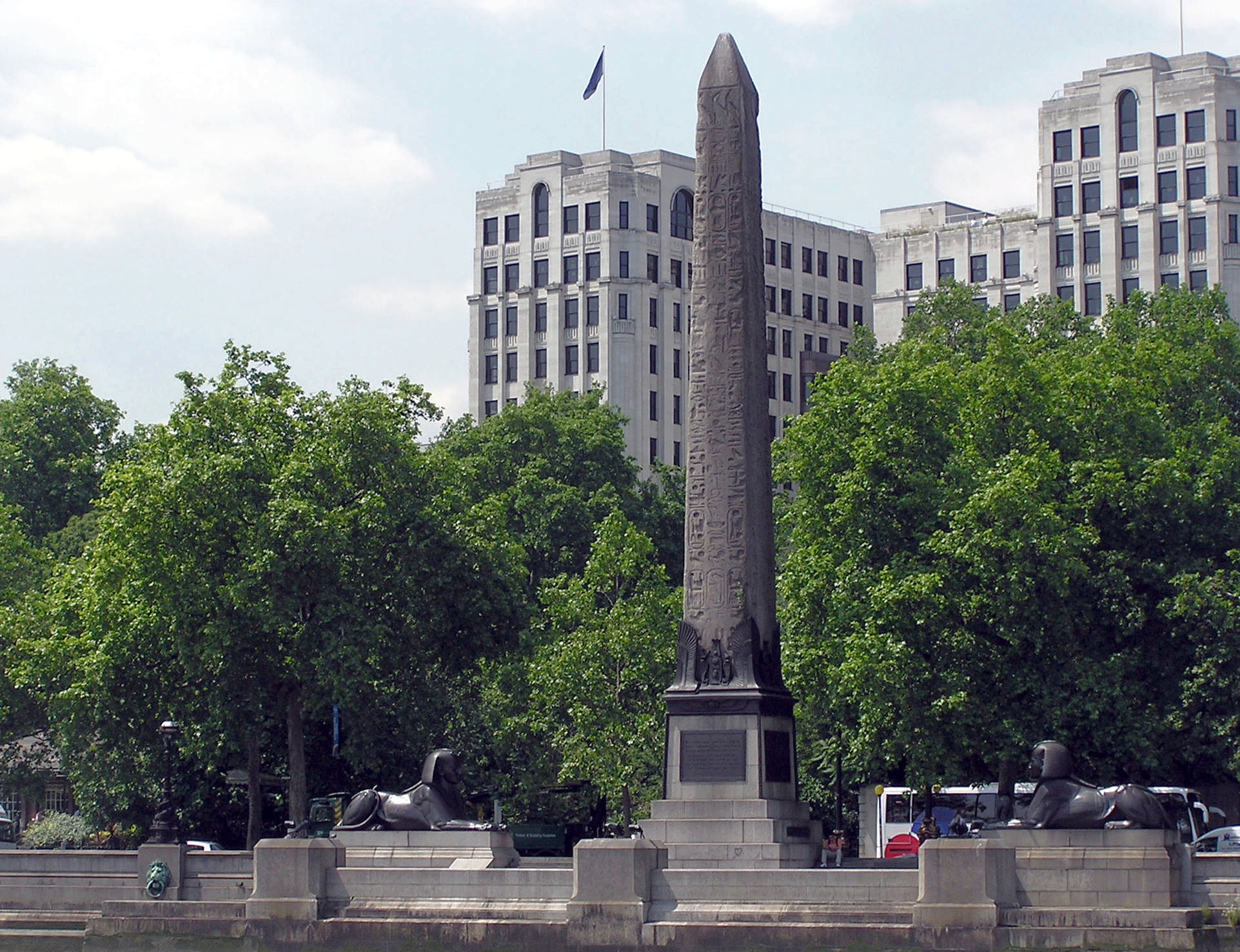
Игла Клеопатры (Лондон)

Набережная Виктории (англ. The Victoria Embankment) — часть набережной Темзы, автомобильная дорога и пешеходная дорожка вдоль северного берега Темзы в Лондоне. Набережная Виктории простирается от Вестминстера до Лондонского Сити.

## История
Постройка набережной Виктории началась в 1865 году. Работы завершились в 1870 году под руководством сэра Джозефа Уильяма Базэджета, одного из лучших английских гражданских инженеров XIX века. Подрядчиком работ выступил Томас Брасси. Изначально, главной причиной постройки набережной была необходимость обеспечить Лондон современной системой канализации. Ещё одним важным соображением при постройке набережной было желание разгрузить улицы Стрэнд и Флит-стрит от большого скопления транспорта.
Проект предусматривал строительство на береговой полосе Темзы, таким образом, происходило сужение реки. Строительные работы потребовали покупки и разрушения большого количества частной собственности в прибрежной полосе. Под набережной были проложены тоннели для District Line, одной из линий Лондонского метро. В дополнение к новым дорогам были разбиты два красивых общественных сада. Один из них выходит на правительственные здания Уайтхолла и на другие участки на протяжении от моста Хэнгерфорд до моста Ватерлоо. В садах находится много скульптур, включая памятник сэру Джозефа Уильяма Базальгетте. На участке садов между мостом Ватерлоо и вокзалом Чаринг-Кросс расположены большая эстрада, где исполняются музыкальные произведения, и ворота бывшего особняка York House. Эти ворота, главная историческая достопримечательность особняка, были построены в 1626 году для герцога Бекингема.

## География
Набережная Виктории (часть шоссе А3211) берёт начало от Вестминстерского моста, затем следует в направлении северного берега, мимо мостов Hungerford и Ватерлоо и заканчивается у моста Blackfriars. Между набережной и улицей Стрэнд расположены «Шелл Мекс Хауз» и отель «Савой».

## Транспорт
Вдоль Набережной Виктория расположены следующие станции Лондонского метрополитена: «Вестминстер», «Эмбанкмент», «Чаринг-Кросс», «Темпл» и «Блэкфрайарз». Также поблизости расположена ныне недействующая станция «Олдвич». Возможно, именно с быстрым увеличением количества станций метро вдоль Набережной связано малое число автобусных маршрутов на этом участке. Их здесь только 2: № 388 и № 50.
Кроме того, Набережная Виктории раньше была южным окончанием линии подземного трамвая.

## Туристические маршруты
К Набережной Виктории поставлены на вечную стоянку корабли «Президент» (HMS President) и «Веллингтон» (HMS Wellington). Также представляют интерес для туристов древнеегипетский обелиск в окружении сфинксов («игла Клеопатры») и маленький магазинчик под Хенгерфордским мостом, называемый киоском Клеопатры.